# São Sebastião do Umbuzeiro
São Sebastião do Umbuzeiro é um município brasileiro no estado da Paraíba. Está localizado na microregião do Sertão do Cariri (Ocidental) Paraibano na Região Geográfica Imediata de Monteiro. De acordo com o Instituto Brasileiro de Geografia e Estatística (IBGE), no ano de 2014 sua população era estimada em 3 411 habitantes. Área territorial de 461 km².

## História
Na sombra de um pé de umbu localizado na nascente do Rio Paraíba nos Cariris Velhos, descansavam tropeiros que vinham de Pernambuco com destino ao Sertão Paraibano. Sombra esta, que tornou-se ponto de encontro. Por volta de 1838 o Pe. José Gomes Pequeno celebrou a primeira missa. Em 1869 o Capitão Mariano José das Neves, um dos simpatizantes da região, fez uma doação de um patrimônio de 30,25 há de terra ao seu Santo querido São Sebastião, onde ali começava a construção das primeiras casas e também a primeira Capela da futura cidade de São Sebastião do Umbuzeiro.
Em 1898 o Pe. Cícero Romão Batista passa no povoado e por volta de 1912 Dom Adauto Aurélio de Miranda Henriques funda a Paróquia de São Sebastião do Umbuzeiro, desmembrando-a da cidade de Monteiro. Pertencente politicamente ao município de Monteiro, o povoado sofre a violência do “Cangaço” que deixa um rastro de sangue com 9 mortos.
Em 1946 o Frei Mauro Joester, Holandês com missão no Brasil, dá início a uma grande obra, fazendo da pequena Capela uma grande igreja, contribuindo assim com um imenso passo para a história regional.

## Geografia
O município está incluído na área geográfica de abrangência do semiárido brasileiro, definida pelo Ministério da Integração Nacional em 2005. Esta delimitação tem como critérios o índice pluviométrico, o índice de aridez e o risco de seca.

### Clima
Dados do Departamento de Ciências Atmosféricas, da Universidade Federal de Campina Grande, mostram que São Sebastião do Umbuzeiro apresenta um clima com média pluviométrica anual de 612,5 mm e temperatura média anual de 23,1 °C.
| Dados climatológicos para São Sebastião do Umbuzeiro | Dados climatológicos para São Sebastião do Umbuzeiro | Dados climatológicos para São Sebastião do Umbuzeiro | Dados climatológicos para São Sebastião do Umbuzeiro | Dados climatológicos para São Sebastião do Umbuzeiro | Dados climatológicos para São Sebastião do Umbuzeiro | Dados climatológicos para São Sebastião do Umbuzeiro | Dados climatológicos para São Sebastião do Umbuzeiro | Dados climatológicos para São Sebastião do Umbuzeiro | Dados climatológicos para São Sebastião do Umbuzeiro | Dados climatológicos para São Sebastião do Umbuzeiro | Dados climatológicos para São Sebastião do Umbuzeiro | Dados climatológicos para São Sebastião do Umbuzeiro | Dados climatológicos para São Sebastião do Umbuzeiro |
| Mês                                                  | Jan                                                  | Fev                                                  | Mar                                                  | Abr                                                  | Mai                                                  | Jun                                                  | Jul                                                  | Ago                                                  | Set                                                  | Out                                                  | Nov                                                  | Dez                                                  | Ano                                                  |
| ---------------------------------------------------- | ---------------------------------------------------- | ---------------------------------------------------- | ---------------------------------------------------- | ---------------------------------------------------- | ---------------------------------------------------- | ---------------------------------------------------- | ---------------------------------------------------- | ---------------------------------------------------- | ---------------------------------------------------- | ---------------------------------------------------- | ---------------------------------------------------- | ---------------------------------------------------- | ---------------------------------------------------- |
| Temperatura máxima média (°C)                        | 32,2                                                 | 31,6                                                 | 31,0                                                 | 30,3                                                 | 28,7                                                 | 27,6                                                 | 27,2                                                 | 28,5                                                 | 30,2                                                 | 32,1                                                 | 32,8                                                 | 32,8                                                 | 30,4                                                 |
| Temperatura média (°C)                               | 24,5                                                 | 24,2                                                 | 23,9                                                 | 23,6                                                 | 22,6                                                 | 21,5                                                 | 20,8                                                 | 21,2                                                 | 22,4                                                 | 23,7                                                 | 24,4                                                 | 24,6                                                 | 23,1                                                 |
| Temperatura mínima média (°C)                        | 20,0                                                 | 19,8                                                 | 19,8                                                 | 19,6                                                 | 19,0                                                 | 18,0                                                 | 17,1                                                 | 17,0                                                 | 18,0                                                 | 18,9                                                 | 19,6                                                 | 19,9                                                 | 18,9                                                 |
| Precipitação (mm)                                    | 53,4                                                 | 76,4                                                 | 159,4                                                | 122,5                                                | 51,3                                                 | 30,8                                                 | 26,4                                                 | 6,7                                                  | 10,0                                                 | 10,7                                                 | 19,4                                                 | 32,6                                                 | 612,5                                                |
| Fonte: Departamento de Ciências Atmosféricas.        |                                                      |                                                      |                                                      |                                                      |                                                      |                                                      |                                                      |                                                      |                                                      |                                                      |                                                      |                                                      |                                                      |